# Empanado
El empanado, empanizado, rebozado o apanado es una técnica culinaria consistente en recubrir con pan rallado un alimento determinado —carnes, pollo, pescados, tofu, soja texturizada, etc.— antes de realizar una fritura con aceite o mantequilla. El empanado se suele realizar con pan rallado, y en ocasiones se emplea clara de huevo como aglutinante. En algunas ocasiones se denomina empanado a un rebozado de alguna otra sustancia distinta del pan, como por ejemplo almendra o nueces molidas o incluso harina. También se emplean otras sustancias como harina de maíz o incluso de mandioca (yuca).
En Perú se denomina apanado tanto a la técnica como a la carne de res o de cerdo golpeada, en ocasiones pasada por huevo batido, y cubierto de pan o galleta molida para luego ser frito, es decir, bistéc apanado. Esta carne suele ser el acompañamiento de platos típicos como el tacu-tacu o los tallarines verdes. Puede emplearse cualquier otra proteína, como sesos, pollo o pescado. Con respecto al nombre proviene de pan (elemento con el que se reboza) o también pana, ya que al golpearla suele quedar fina como una tela. Así mismo, se suele denominar apanado a una forma de castigo lúdico que consiste en dar palmadas en el cuerpo, especialmente en la cabeza, a una persona.

## Procedimiento
Habitualmente se pone la harina en un plato, y el alimento a empanar se puede rebozar con huevo, se pasa por el pan rallado y se fríe en una freidora o sartén.

## Alimentos empanados
- Fish and chips
- Milanesa
- Croquetas

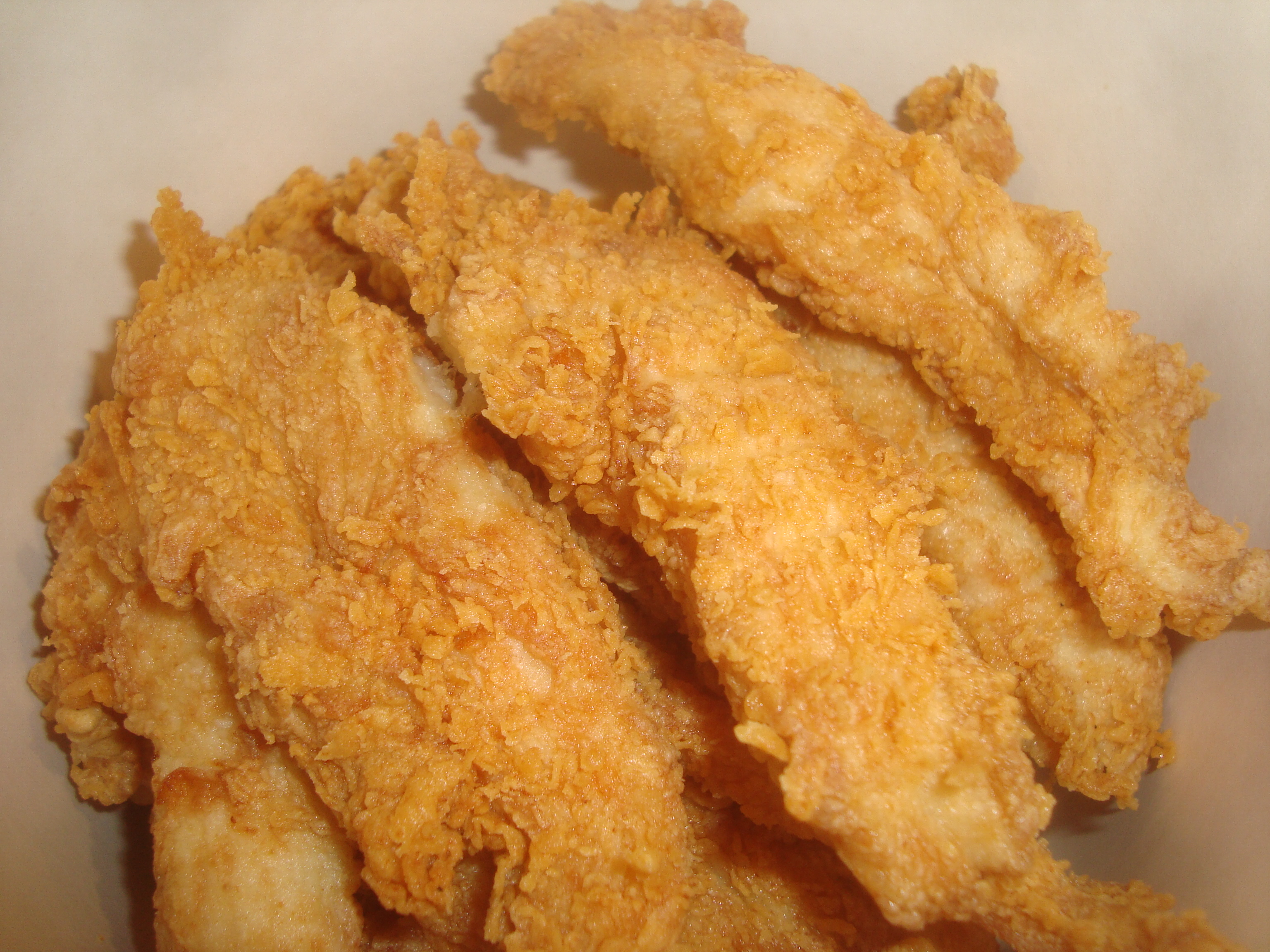
Pechuga de pollo rebozada empanada y frita.
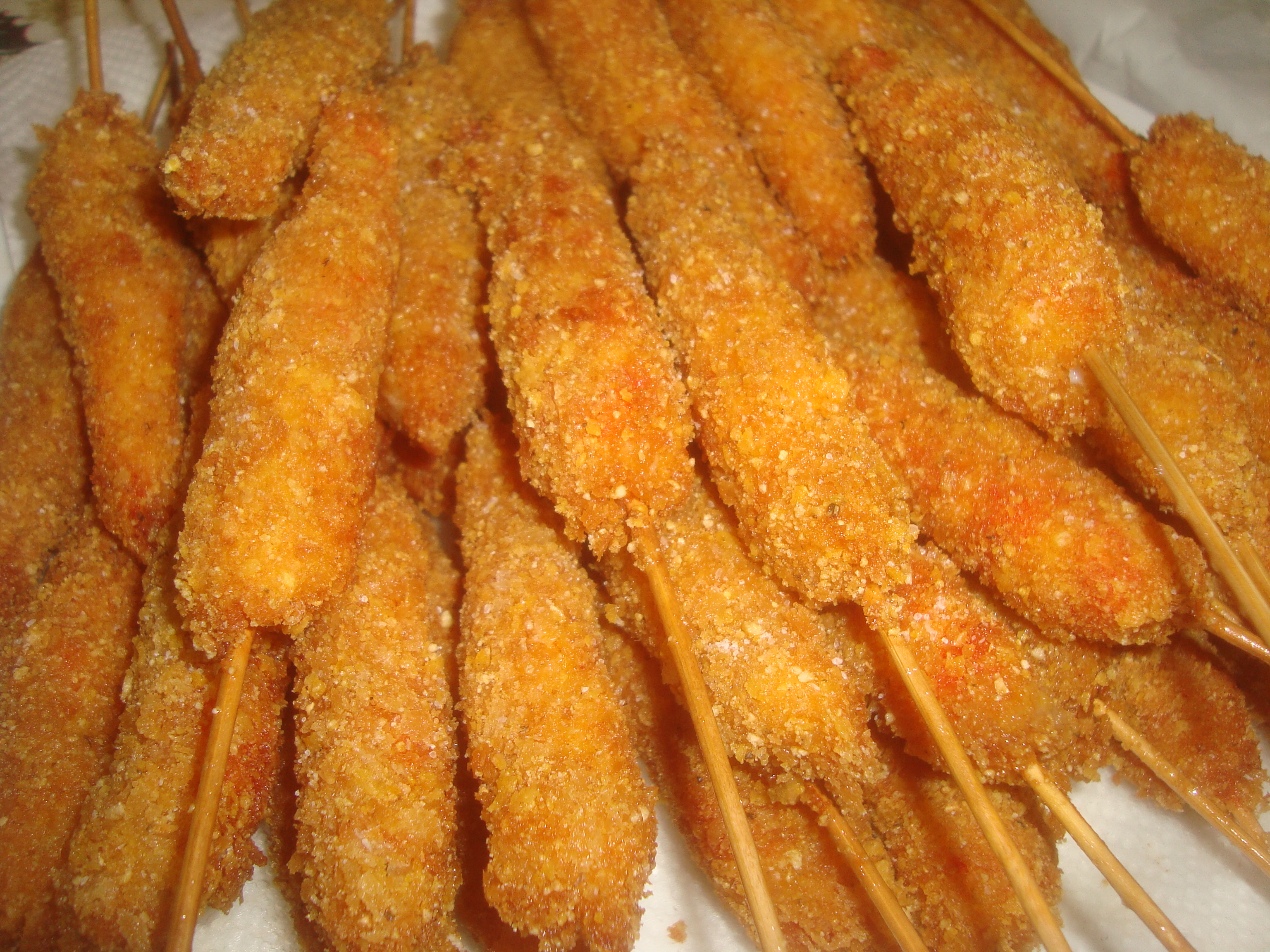
Langostinos rebozados o empanados crujientes.
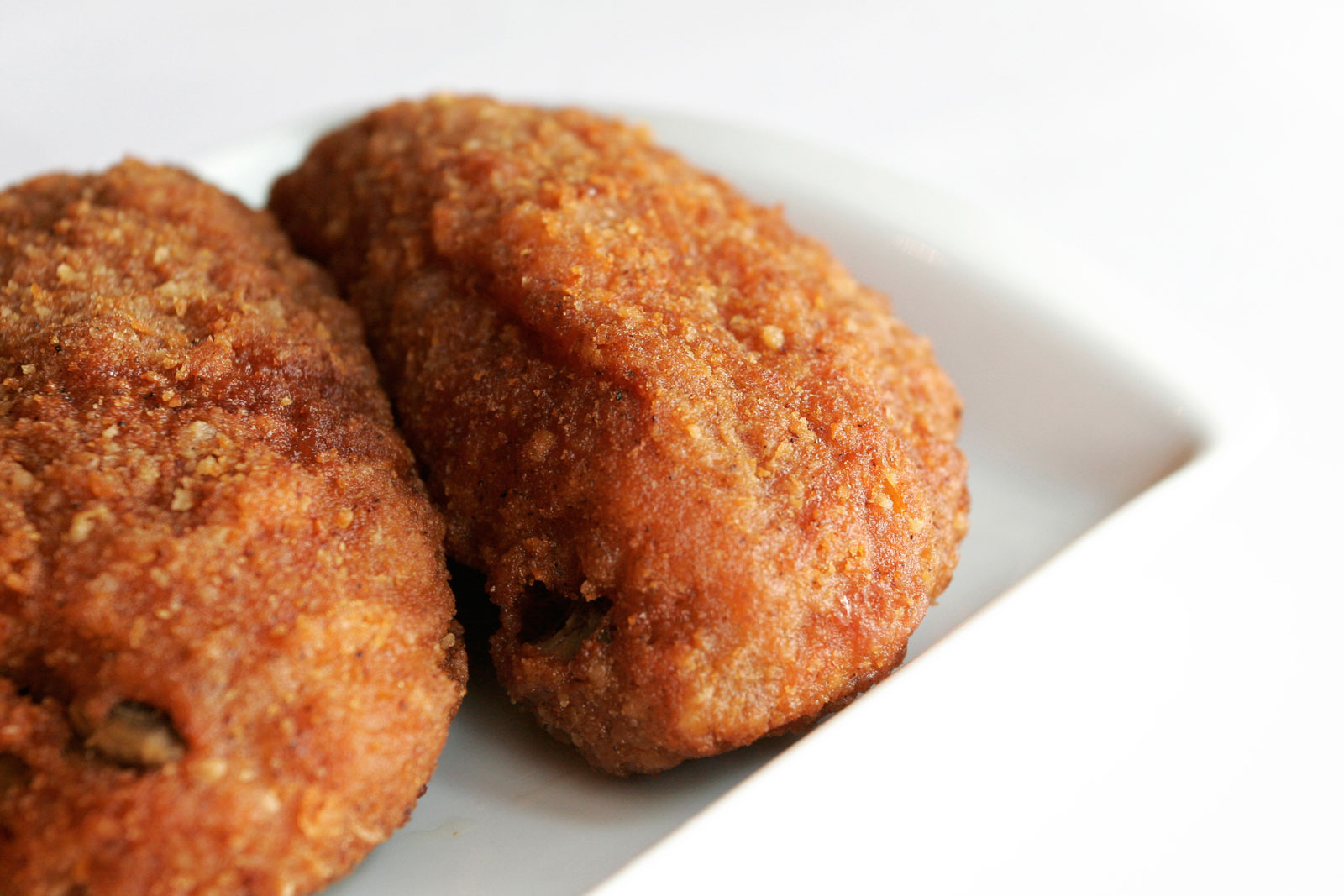
Croquetas, un típico plato empanado.